# Lätt tungvikt i grekisk-romersk stil i brottning vid olympiska sommarspelen 1980
Herrarnas brottningsturnering i grekisk-romersk i viktklassen lätt tungvikt vid olympiska sommarspelen 1980 avgjordes i Sports Complex of the Central Sports Club of the Army i Moskva. 

## Medaljörer
| Klass         | Guld                     | Silver                       | Brons                 |
| Lätt tungvikt | Norbert Növényi · Ungern | Igor Kanygin · Sovjetunionen | Petre Dicu · Rumänien |

## Resultat
Legend
- TF — Vinst genom fall
- IN — Vinst genom att motståndaren skadas
- DQ — Vinst genom passivitet
- D1 — Vinst genom passivitet, vinnaren är också passiv
- D2 — Båda brottarna förlorade på grund av passivitet
- FF — Vinst genom förverkande
- DNA — Anlände inte
- TPP — Totala straffpoäng
- MPP — Matchstraffpoäng

Straff
- 0 — Vinst genom fall, teknisk överlägsenhet, passivitet, skada och förverkande
- 0.5 — Vinst på poäng, 8-11 poängs skillnad
- 1 — Vinst på poäng, 1-7 poängs skillnad
- 2 — Vinst på passivitet,  vinnaren är också passiv
- 3 — Förlust på poäng, 1-7 poängs skillnad
- 3.5 — Förlust på poäng, 8-11 poängs skillnad
- 4 — Förlust genom fall, teknisk överlägsenhet, passivitet, skada och förverkande

### Elimineringsrunda

#### Omgång 1
| TPP | MPP |                           | Poäng     |                       | MPP | TPP |
| --- | --- | ------------------------- | --------- | --------------------- | --- | --- |
| 4   | 4   | Keijo Manni (FIN)         | TF / 2:22 | Norbert Növényi (HUN) | 0   | 0   |
| 4   | 4   | Atef Mahayri (SYR)        | TF / 5:39 | Thomas Horschel (GDR) | 0   | 0   |
| 3   | 3   | Georgios Pozidis (GRE)    | 13 - 16   | Frank Andersson (SWE) | 1   | 1   |
| 0.5 | 0.5 | Czesław Kwieciński (POL)  | 11 - 3    | Jamtsyn Bor (MGL)     | 3.5 | 3.5 |
| 4   | 4   | Franz Pitschmann (AUT)    | DQ / 7:50 | Petre Dicu (ROU)      | 0   | 0   |
| 0   | 0   | Igor Kanygin (URS)        | DQ / 7:09 | Stoyan Ivanov (BUL)   | 4   | 4   |
| 2   | 2   | Darko Nišavić (YUG)       | D1 / 4:38 | José Poll (CUB)       | 4   | 4   |
| 0   |     | Christophe Andanson (FRA) |           | Bye                   |     |     |

#### Omgång 2
| TPP | MPP |                           | Poäng     |                          | MPP | TPP |
| --- | --- | ------------------------- | --------- | ------------------------ | --- | --- |
| 3   | 3   | Christophe Andanson (FRA) | 9 - 15    | Keijo Manni (FIN)        | 1   | 5   |
| 0   | 0   | Norbert Növényi (HUN)     | TF / 2:38 | Atef Mahayri (SYR)       | 4   | 8   |
| 4   | 4   | Thomas Horschel (GDR)     | TF / 1:10 | Georgios Pozidis (GRE)   | 0   | 3   |
| 1   | 0   | Frank Andersson (SWE)     | 19 - 0    | Czesław Kwieciński (POL) | 4   | 4.5 |
| 7.5 | 4   | Jamtsyn Bor (MGL)         | TF / 5:53 | Franz Pitschmann (AUT)   | 0   | 4   |
| 4   | 4   | Petre Dicu (ROU)          | D1 / 6:50 | Igor Kanygin (URS)       | 2   | 2   |
| 4   | 0   | Stoyan Ivanov (BUL)       | DQ / 4:58 | Darko Nišavić (YUG)      | 4   | 6   |
| 4   |     | José Poll (CUB)           |           | Bye                      |     |     |

#### Omgång 3
| TPP | MPP |                          | Poäng     |                           | MPP | TPP |
| --- | --- | ------------------------ | --------- | ------------------------- | --- | --- |
| 4.5 | 0.5 | José Poll (CUB)          | 9 - 1     | Christophe Andanson (FRA) | 3.5 | 6.5 |
| 9   | 4   | Keijo Manni (FIN)        | TF / 4:46 | Thomas Horschel (GDR)     | 0   | 4   |
| 0   | 0   | Norbert Növényi (HUN)    | TF / 5:25 | Georgios Pozidis (GRE)    | 4   | 7   |
| 1   | 0   | Frank Andersson (SWE)    | TF / 1:45 | Franz Pitschmann (AUT)    | 4   | 8   |
| 8   | 3.5 | Czesław Kwieciński (POL) | 2 - 10    | Igor Kanygin (URS)        | 0.5 | 2.5 |
| 5   | 1   | Petre Dicu (ROU)         | 6 - 2     | Stoyan Ivanov (BUL)       | 3   | 7   |

#### Omgång 4
| TPP | MPP |                       | Poäng     |                       | MPP | TPP |
| --- | --- | --------------------- | --------- | --------------------- | --- | --- |
| 8.5 | 4   | José Poll (CUB)       | TF / 5:57 | Norbert Növényi (HUN) | 0   | 0   |
| 8   | 4   | Thomas Horschel (GDR) | TF / 5:29 | Petre Dicu (ROU)      | 0   | 5   |
| 4   | 3   | Frank Andersson (SWE) | 5 - 7     | Igor Kanygin (URS)    | 1   | 3.5 |

#### Omgång 5
| TPP | MPP |                       | Poäng |                    | MPP | TPP |
| --- | --- | --------------------- | ----- | ------------------ | --- | --- |
| 1   | 1   | Norbert Növényi (HUN) | 7 - 6 | Igor Kanygin (URS) | 3   | 6.5 |
| 7   | 3   | Frank Andersson (SWE) | 2 - 3 | Petre Dicu (ROU)   | 1   | 6   |

### Sista omgångarna
| TPP | MPP |                       | Poäng     |                    | MPP | TPP |
| --- | --- | --------------------- | --------- | ------------------ | --- | --- |
|     | 4   | Petre Dicu (ROU)      | D1 / 6:50 | Igor Kanygin (URS) | 2   |     |
|     | 1   | Norbert Növényi (HUN) | 7 - 6     | Igor Kanygin (URS) | 3   | 5   |
| 2   | 1   | Norbert Növényi (HUN) | 4 - 1     | Petre Dicu (ROU)   | 3   | 7   |